# SPATA25
SPATA25 (англ. Spermatogenesis associated 25) – білок, який кодується однойменним геном, розташованим у людей на довгому плечі 20-ї хромосоми. Довжина поліпептидного ланцюга білка становить 227 амінокислот, а молекулярна маса — 23 834.
| 10         |  | 20         |  | 30         |  | 40         |  | 50         |
| ---------- |  | ---------- |  | ---------- |  | ---------- |  | ---------- |
| MSYFRTPQTH |  | PGPLPSGQGG |  | AASPGLSLGL |  | CSPVEPVVVA |  | SGGTGPLSQK |
| AEQVAPAAQA |  | WGPALAMPQA |  | RGCPGGTSWE |  | TLRKEYSRNC |  | HKFPHVRQLE |
| SLGWDNGYSR |  | SRAPDLGGPS |  | RPRPLMLCGL |  | SPRVLPVPSE |  | AVGKEASSQP |
| DICILTLAMM |  | IAGIPTVPVP |  | GVREEDLIWA |  | AQAFMMAHPE |  | PEGAVEGARW |
| EQAHAHTASG |  | KMPLVRSKRG |  | QPPGSCL    |  |            |  |            |

A: Аланін

C: Цистеїн

D: Аспарагінова кислота

E: Глутамінова кислота

F: Фенілаланін

G: Гліцин

H: Гістидин

I: Ізолейцин

K: Лізин

L: Лейцин

M: Метіонін

N: Аспарагін

P: Пролін

Q: Глутамін

R: Аргінін

S: Серин

T: Треонін

V: Валін

W: Триптофан

Задіяний у таких біологічних процесах, як диференціація клітин, сперматогенез. 
Локалізований у мембрані.